# ポール・シュナヴァール

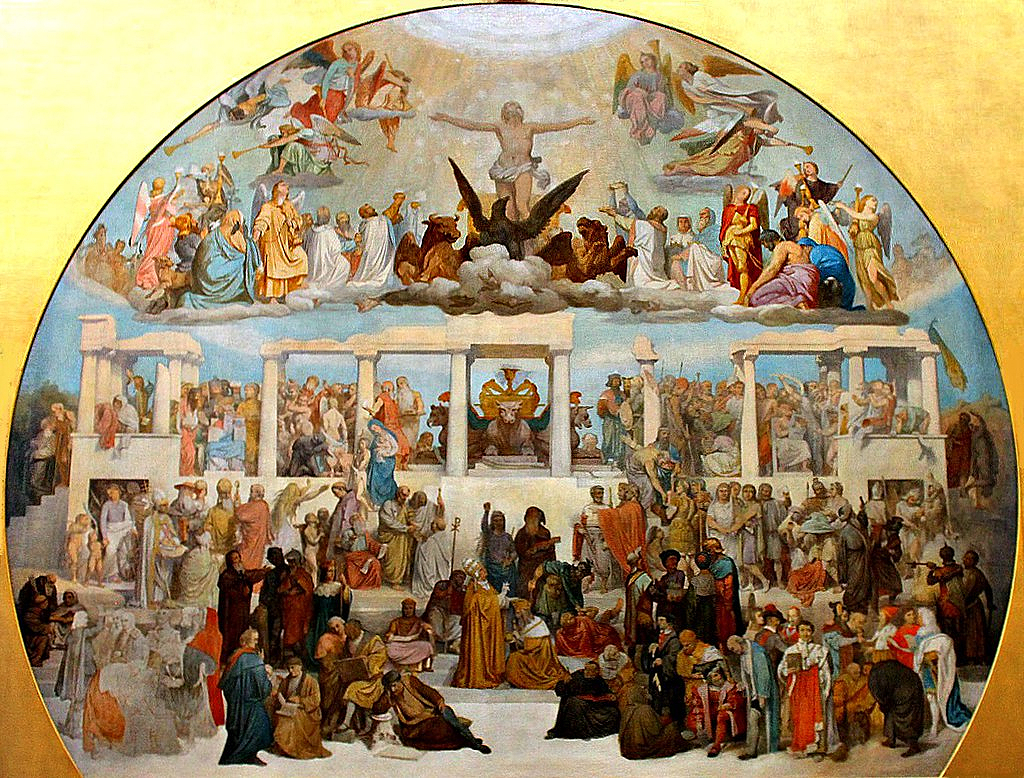
シュナヴァールによるパンテオンの壁画の構想

ポール・シュナヴァール（Paul-Marc-Joseph Chenavard、1807年12月9日 - 1895年4月12日）はフランスの画家である。リヨン生まれで、「リヨン派」の画家とされる。哲学的な題材の大作を描いたことで知られる。

## 略歴
リヨンで生まれた。父親は絹織物に関わる工場の経営者で、メトロポール・ド・リヨンのSaint-Genis-Lavalで育った。父親の仕事を継ぐのをきらい、リヨン国立高等美術学校で学び、1824年にパリに移った。パリ国立高等美術学校でドミニク・アングルやルイ・エルサン、ウジェーヌ・ドラクロワに学んだ。
1827年から1829年の間はイタリアに滞在し、哲学者のゲオルク・ヴィルヘルム・フリードリヒ・ヘーゲル（1770-1831）と出会い、ヘーゲルの歴史哲学に強い影響を受けた。パリに戻った後も哲学を学び続け、1833年にパリのサロンに歴史画「国民会議」出展した。
1848年のフランス革命で臨時政府の内務大臣になったアレクサンドル・ルドリュ＝ロランからパリのパンテオンに装飾画を描くことを依頼され、歴史哲学に影響を受けた構想をたてたが、この注文は1851年にナポレオン3世によって取り消された。
1855年にレジオンドヌール勲章（シュバリエ）を受勲した。1855年のパリ万国博覧会の展覧会でメダルを受賞した。
1869年のパリのサロンで5.5m×4mの大きさの作品「神の悲劇（Divina Tragedia）」を発表し、挑発的な宗教に対する副題をつけて議論を呼んだ。1870年のパリ・コミューンでは63歳になっていたが国民衛兵に参加し、戦争が終わった後はリヨンに帰り、友人の画家ジョゼフ・ギシャールの家で暮らした。
1872年にパリに住む、詩人サン＝シール・ド・レイサック（Saint-Cyr de Rayssac）の妻、ベルト・ド・レイサック（Berthe de Rayssac）のサロンにオディロン・ルドンやアンリ・ファンタン＝ラトゥール、ルイ・ジャンモといった画家とともに参加している。
1887年にレジオンドヌール勲章（オフィシエ）を受勲するが
、晩年は殆ど視力を失い、1895年にパリの老人ホームで亡くなった。
後年、リヨンにゆかりがあり、主に歴史画を描いた画家たちは「リヨン派」として論じられることになった。

## 作品

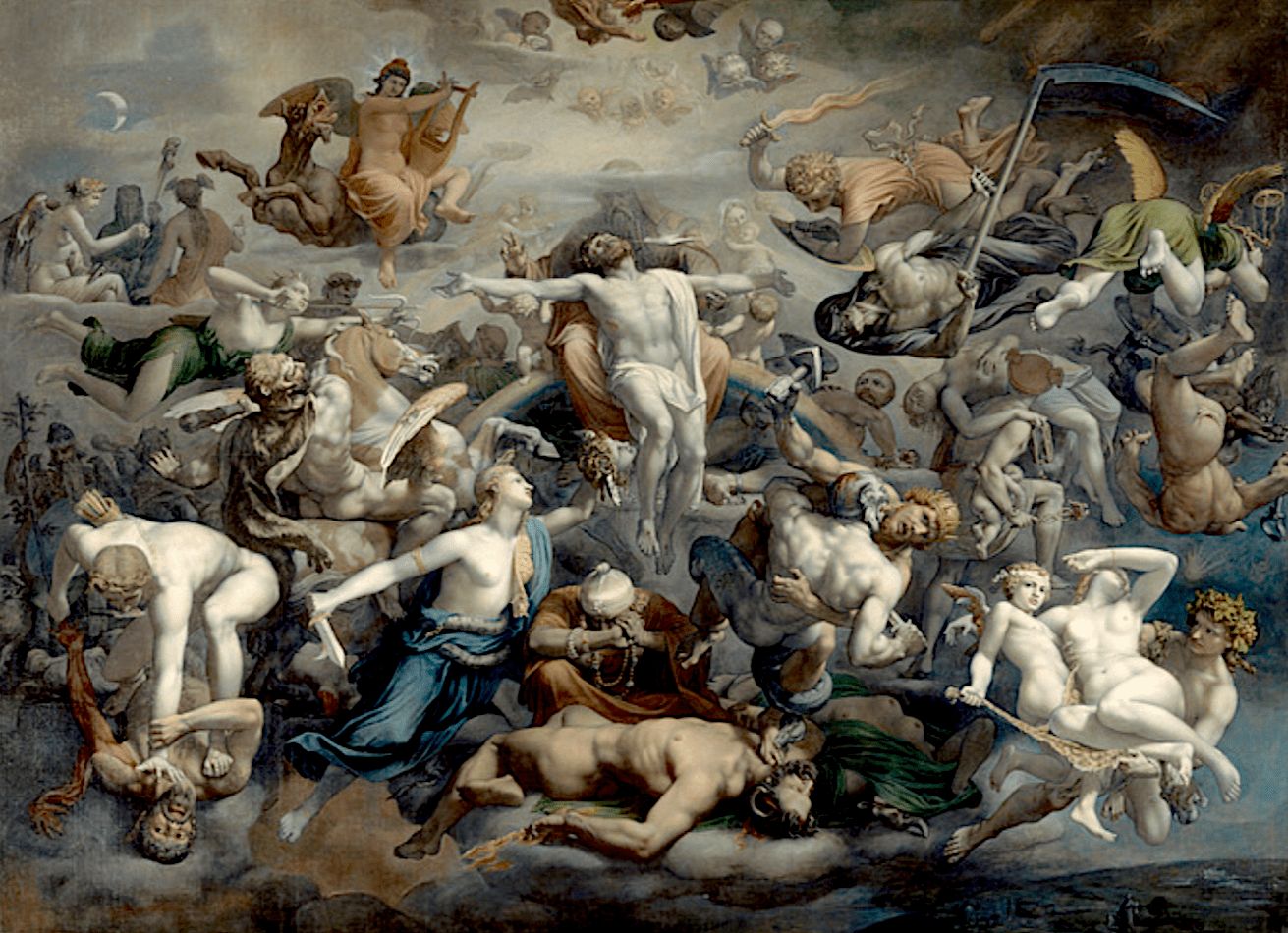
「神の悲劇（Divina Tragedia）」(1869) オルセー美術館
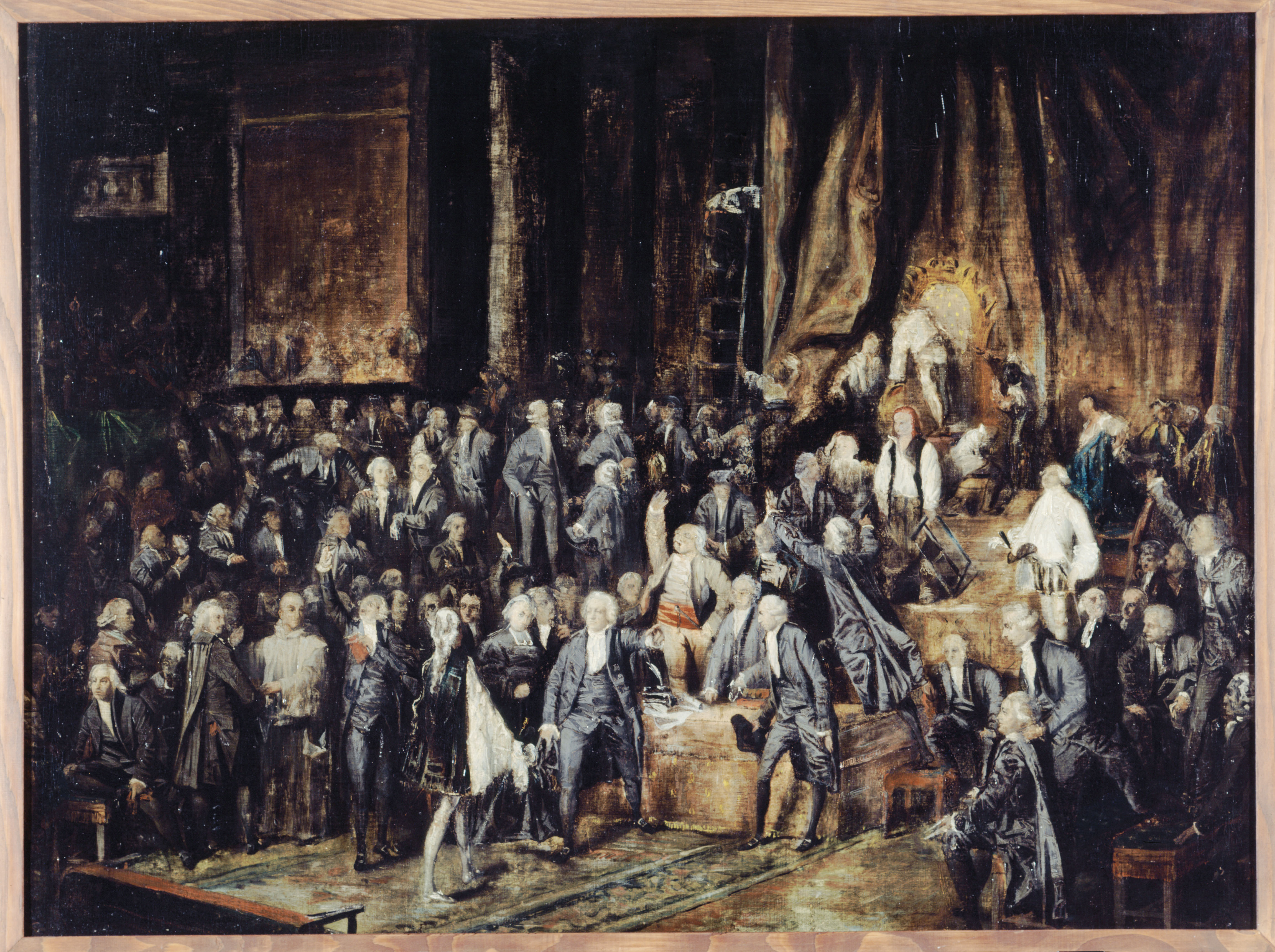
フランス革命の1879年の出来事を描いた作品